# Xindi
De Xindi is een fictief humanoïde ras in de sciencefictionserie Star Trek. De Xindi zijn afkomstig van de planeet Xindus in de regio die Delphic expanse wordt genoemd. Ze worden geregeerd door de Xindi Raad.
De Xindi zijn bijzonder doordat hun ras bestaat uit vijf verschillende soorten (voorheen zes). Deze soorten hebben dezelfde genetische achtergrond, maar zijn heel verschillend geëvolueerd: in het water, in bomen, in de lucht (inmiddels uitgestorven), als insecten, primaten en reptielen. Alle Xindi, onafhankelijk van de soort waartoe ze behoren, hebben groeven in hun wangen.

## De Xindi inEnterprise
Het ras speelt een grote rol in de serie Star Trek: Enterprise. In het derde seizoen van de serie (dat zich in de periode 2153-2154 afspeelt) wordt het ras wijsgemaakt dat de mensheid hen in de toekomst zal vernietigen. Om dat te voorkomen vallen ze de Aarde aan. Bij een eerste aanval vallen 7.000.000 doden, waarna de USS Enterprise NX-01 wordt ingezet om de Xindi te stoppen. Vlak voordat een wapen dat de gehele Aarde moet vernietigen wordt ingezet, slaagt de bemanning van de Enterprise erin het wapen te stoppen, door verschillende Xindi ervan te overtuigen dat de mensheid geen enkele bedreiging voor het ras vormt.
Deze verhaallijn was onderdeel van een poging de kijkcijfers van de serie te verbeteren. Dit seizoen ontving betere kritieken dan de voorgaande twee, maar de serie werd een jaar later alsnog stopgezet (zie Star Trek: Enterprise voor het hoofdartikel over dit onderwerp).